# Uguccione da Pisa
Uguccione da Pisa, noto anche come Huguccio, (Pisa, ... – 1210), è stato un vescovo cattolico italiano specializzato in diritto canonico. La sua opera principale, non legale, è Magnae Derivationes o Liber derivationum, trattata con etimologie, sulla base delle precedenti Derivationes di Osbernus di Gloucester.

## Biografia
Studiò a Bologna, probabilmente con Gandolfo, e insegnò poi diritto canonico nella stessa città, probabilmente nelle scuole annesse al monastero dei santi Nabore e Felice. Nel 1190 divenne vescovo di Ferrara.
Fra i suoi allievi vi fu Lotario dei conti di Segni, divenuto poi papa Innocenzo III, che lo tenne in grande stima come dimostrano i casi che il pontefice gli sottopose, tracce dei quali si trovano nel "Corpus Juris" (c. Coram, 34, X, I, 29). Due lettere, indirizzare da Innocenzo III ad Uguccione, vennero inserite in Liber Extra (c. Quanto, 7, X, IV, 19; c. In quadam, 8, X,III,41).

## Opere
Egli scrisse una Summa sul Decretum di Graziano, terminata intorno al 1187 e secondo alcuni nel 1190, il più esteso ed autorevole commento del tempo. Omise la seconda parte del "Decretum" di Graziano, Causae xxiii-xxvi, una lacuna che venne sanata da Johannes de Deo.

### Manoscritti
- Summa Decreti, XIII secolo, Città del Vaticano, Biblioteca Apostolica Vaticana, Archivio del Capitolo di San Pietro, Arch.Cap.S.Pietro C.114.
  -  Summa Decreti, XV secolo, Admont, Stiftsbibliothek, Handschriften, Cod. 7.